# Gmina Kamienica
Die Gmina Kamienica ist eine Landgemeinde (gmina wiejska) im Powiat Limanowski in der polnischen Woiwodschaft Kleinpolen. Sie hat eine Fläche von 32,64 km² auf der 7883 Menschen leben (31. Dezember 2020). Ihr Sitz befindet sich im Dorf Kamienica.

## Geographie

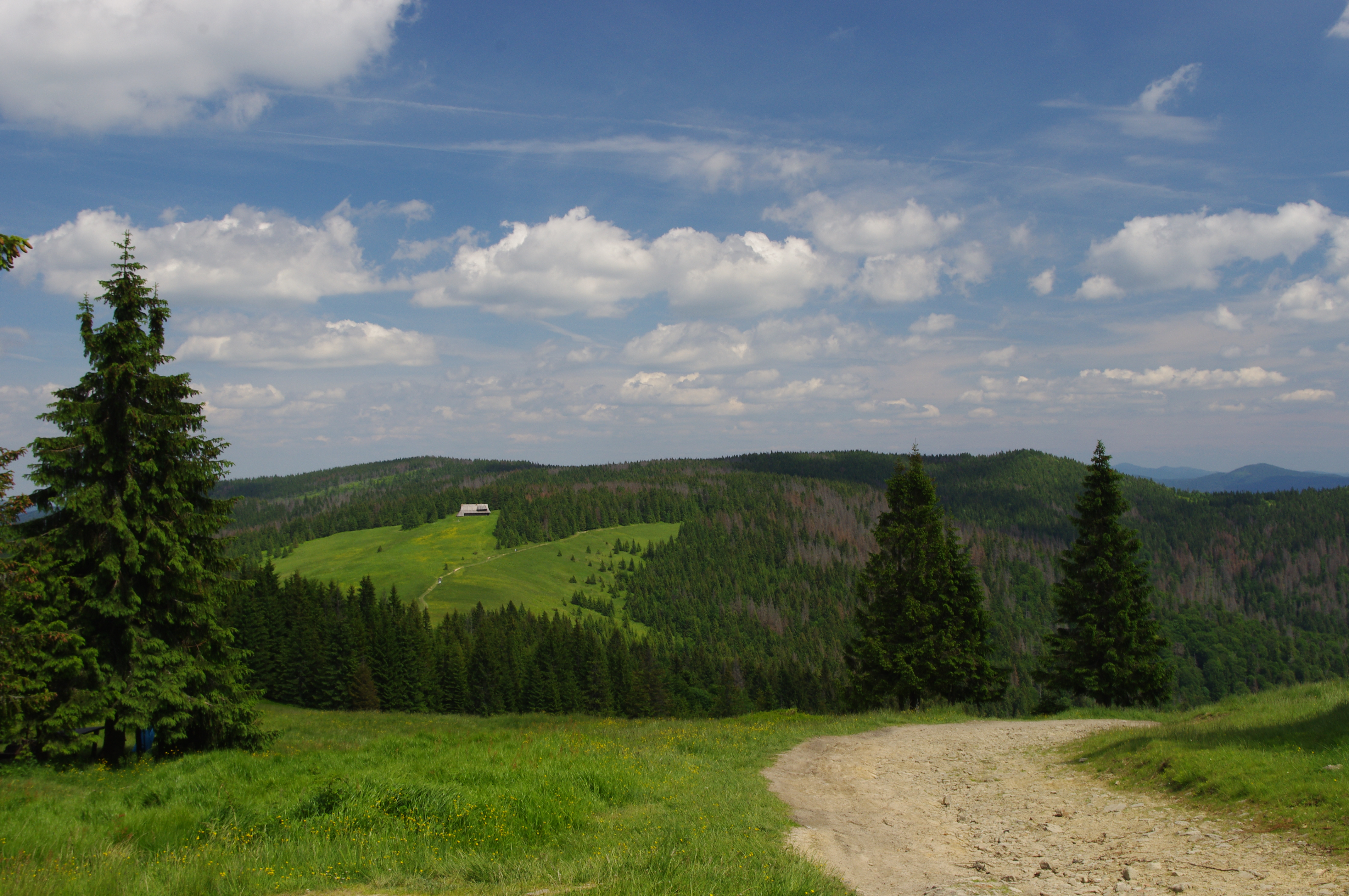
Beskidenlandschaft

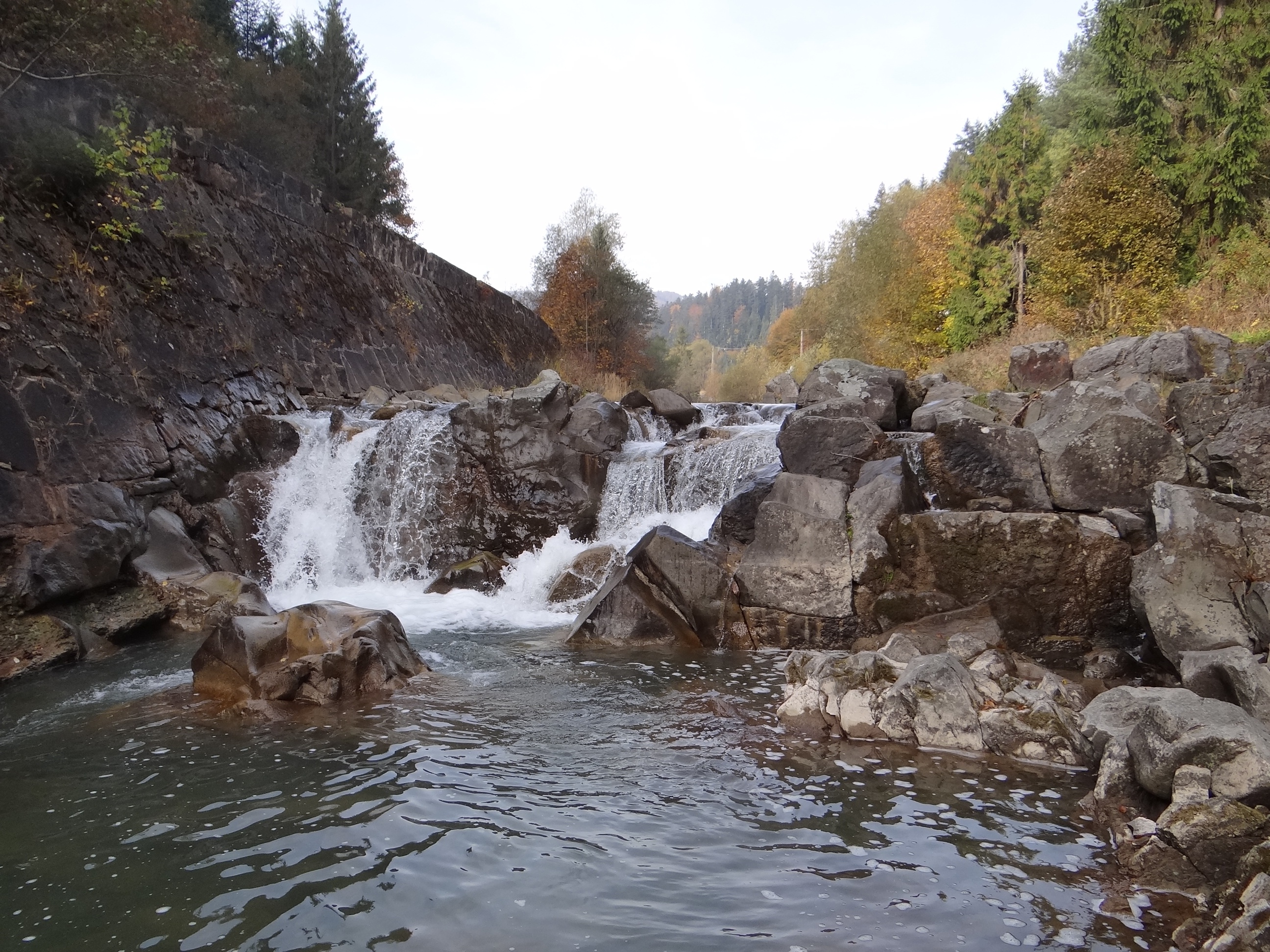
Wasserfall der Kamienica

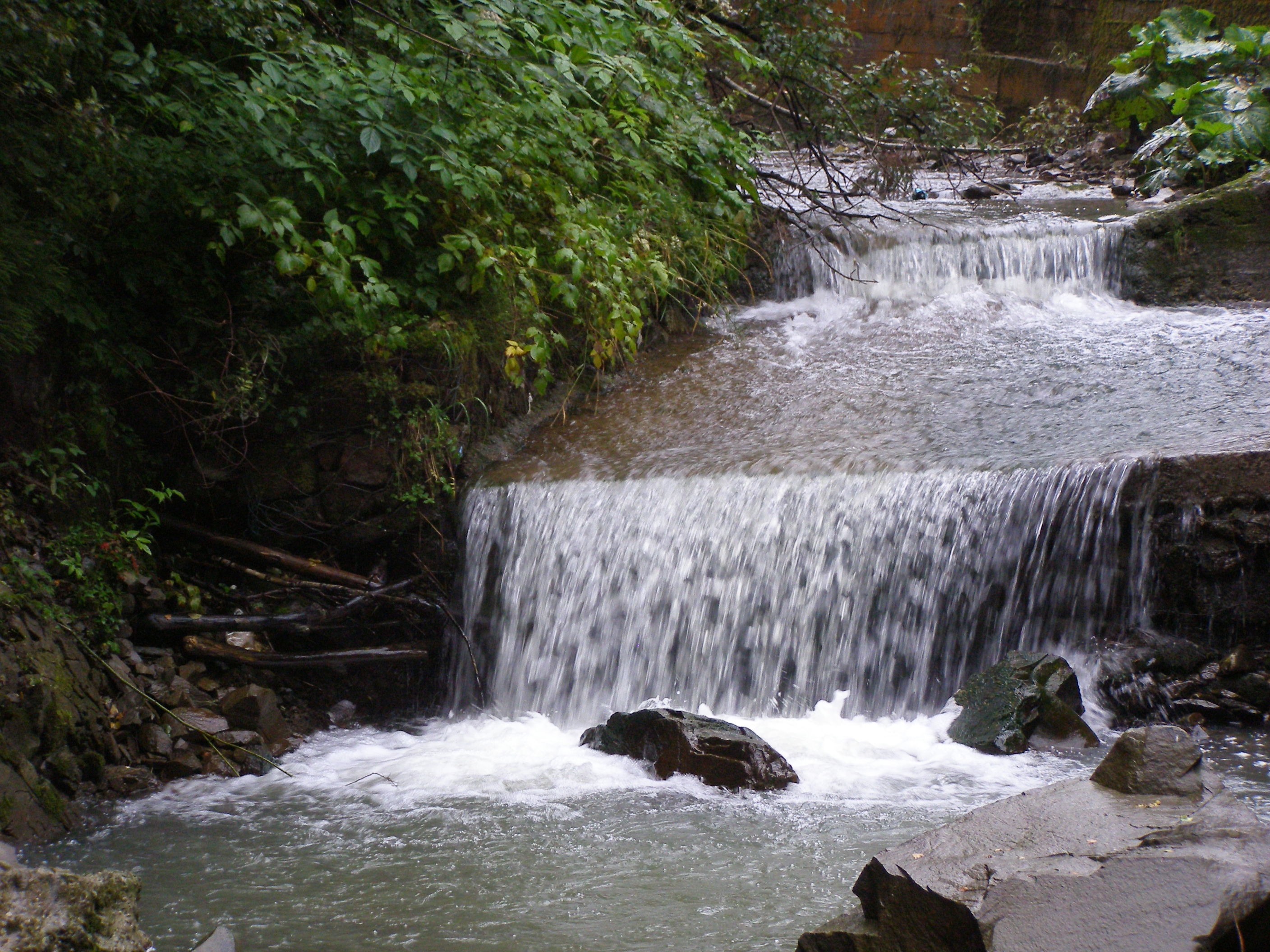
Wodospad Głębieniec

Die Gemeinde liegt in den Inselbeskiden (polnisch Beskid Wyspowy). 32 % ihrer Fläche werden landwirtschaftlich genutzt, 64 % sind Wald. Nachbargemeinden sind die Landgemeinden Dobra, Łącko, Łukowica, Mszana Dolna, Niedźwiedź, Nowy Targ, Ochotnica Dolna und Słopnice.
Wasserläufe auf Gemeindegebiet sind die Kamienica Gorczańska (auch Kamienica) und der Głębieniec potok, die bei Szczawa die Wasserfälle Wodospad Spad (2,2 Meter) und Wodospad Głębieniec bilden.

## Geschichte
Von 1975 bis 1998 gehörte die Landgemeinde zur Woiwodschaft Nowy Sącz.

### Gemeindepartnerschaft
Seit 2007 besteht eine Partnerschaft mit der Gemeinde Wutha-Farnroda in Thüringen.

## Gemeindegliederung
Zur Landgemeinde (gmina wiejska) Kamienica gehören folgende Ortsteile mit einem Schulzenamt (sołectwo):
| polnischer Name | Einw. (2011) | Lage   | Bild                    |
| --------------- | ------------ | ------ | ----------------------- |
| Kamienica       | 3100         | (Lage) | Herrenhaus in Kamienica |
| Szczawa         | 2100         | (Lage) | Holzkirche in Szczawa   |
| Zalesie         | 1017         | (Lage) | Kirche in Zalesie       |
| Zasadne         | 645          | (Lage) | Schule in Zasadne       |
| Zbludza         | 696          | (Lage) | Kapelle in Zbludza      |

## Kultur und Tourismus

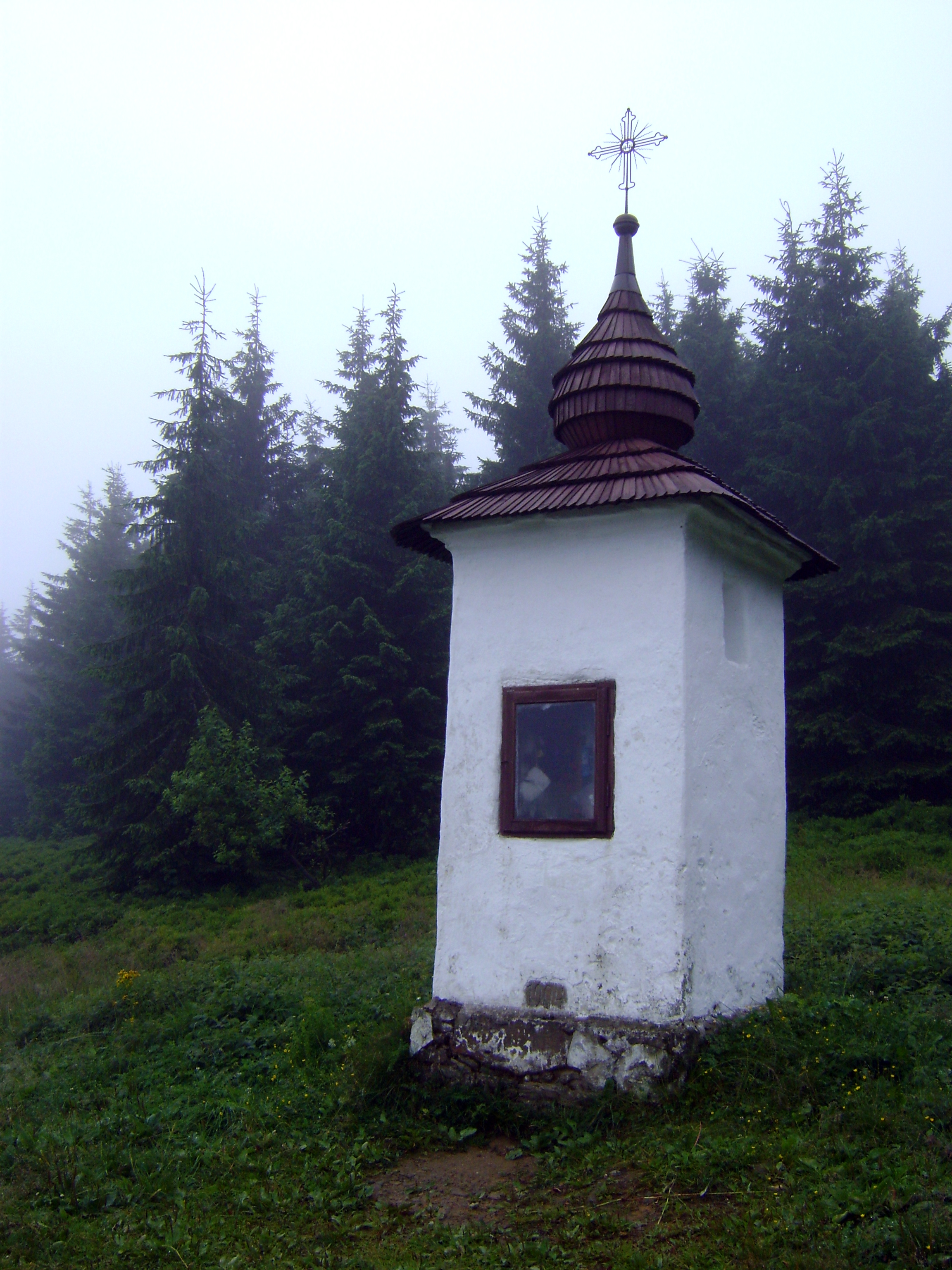
Denkmalgeschütztes Heiligenhäuschen

Szczawa ist seit 1939 ein staatlich anerkannter Kurort.

### Kulturdenkmale
- Park des Herrenhauses (Ogród dworski) in Kamienica
- Heiligenhäuschen von 1904 in Polana Jaworzynka Kamienicka
- Drei weitere Objekte, die 1982 unter Schutz gestellt wurden, bestehen heute nicht mehr.